# یواس‌اس هاردر (اس‌اس-۲۵۷)
یواس‌اس هاردر (اس‌اس-۲۵۷) (به انگلیسی: USS Harder (SS-257)) یک زیردریایی است که طول آن ۳۱۱ فوت ۹ اینچ (۹۵٫۰۲ متر) می‌باشد. این زیردریایی در سال ۱۹۴۲ ساخته شد.